# Exposición Especializada de Daejeon (1993)
La Exposición Especializada de Daejeon (Taejŏn) de 1993 estuvo regulada por la Oficina Internacional de Exposiciones y tuvo lugar del 7 de agosto al 7 de noviembre de 1993 en Daejeon, Corea del Sur. Hubo 14.005.808 visitantes.
El tema de la Exposición fue "El Desafío de un Nuevo Camino de Desarrollo", con varios subtemas como el desarrollo sostenible.
La Exposición se dividía en tres partes: 
- La zona internacional.
- La zona corporativa.
- La zona del parque de atracciones.

Siendo una exposición especializada, los pabellones en la zona internacional principalmente fueron prefabricados y alquilados a varios participantes internacionales para la duración de la exposición. 141 naciones participaron en la exposición Daejeon ' 93.Entre los más memorables estaban el buque insignia coreano y el pabellón de Naciones Unidas.
La zona corporativa representó la mejor magia que empresas coreanas podrían permitirse, con alguna arquitectura espectacular y contenido. Algunos de los pabellones más espectaculares incluyeron "Starquest" por Samsung, y la cortesía de una presentación tridimensional IMAX de Daewoo.
Había también una zona de parque de diversión, que destacó un poco por las montañas rusas, y otra feria de parque de diversión más tradicional.

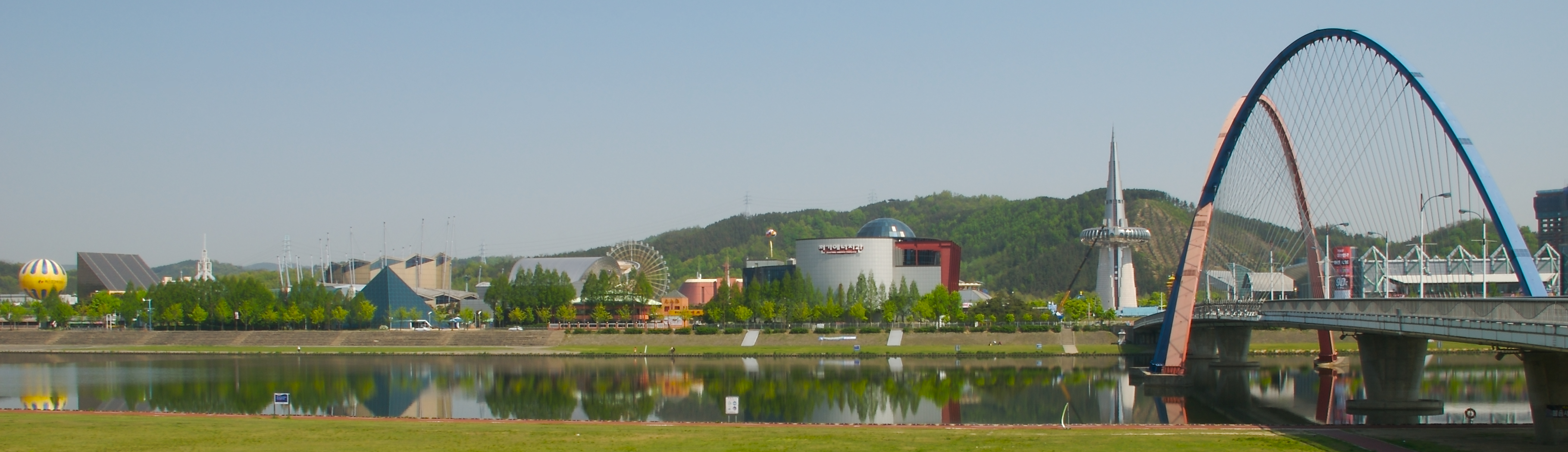
Panorámica de la Exposición.

El centro de la exposición era la cima de la Torre de Gran Luz, donde los visitantes podían realizar una elevación en una plataforma central a vista de pájaro del sitio de la exposición entera. Hoy, en esta plataforma hay una cafetería.
En general, se puede decir que la exposición '93 fue un gran éxito, con algunas de las demostraciones tecnológicas más memorables vistas en cualquier feria del mundo.
Hoy, uno puede visitar el antiguo emplazamiento de la exposición para ver la Torre de Gran Luz, montar en alguna montaña rusa así como visitar algunos objetos expuestos, que fueron de los más populares durante la exposición en la zona corporativa. 